# Waheeda Rehman
Pour les articles homonymes, voir Rehman (homonymie).
Waheeda Rehman, née à Chengalpattu (en) le 3 février 1938, est une actrice indienne qui a fait partie de l'équipe Guru Dutt.

## Filmographie
- 1957 : Assoiffé de Guru Dutt
- 1959 : Fleurs de papier de Guru Dutt
- 1962 : Sahib Bibi Aur Ghulam d'Abrar Alvi
- 1962 : L'Expédition (Abhijaan) de Satyajit Ray
- 1965 : Guide de Vijay Anand
- 1968 : Neel Kamal de Ram Maheshwari
- 1983 : Coolie de Manmohan Desai
- 1991 : Lamhe de Yash Chopra
- 2002 : Om Jai Jagadish d'Anupam Kher
- 2005 : Water de Deepa Mehta
- 2006 : Rang De Basanti de Rakeysh Omprakash Mehra
- 2009 : Delhi 6 de Rakeysh Omprakash Mehra
- 2021 : Skater Girl de Manjari Makijany : la maharani

## Voix françaises
- Frédérique Cantrel dans Skater Girl (2021)